# Mesori
Mesori (in copto: Ⲙⲉⲥⲱⲣⲓ, Mesōri), conosciuto anche come Mesore (in greco: Μεσορή, Mesorḗ) e Misra o Mesra (in arabo: مسرا), è il dodicesimo mese dei calendari egizio e copto. Nel calendario Gregoriano, Mesori corrisponde al periodo che va dal 7 agosto al 5 settembre, mentre nel calendario etiopico corrisponde al mese di Nahase (in etiope: ነሐሴ Nähase).
Mesori è l'ultimo mese del calendario copto e ad esso segue un periodo di cinque giorni, sei negli anni bisestili, chiamati giorni epagomeni, o "mese intercalare" (Pi Kogi Enavot), che corrisponde, nel calendario Gregoriano, al periodo che va dal 6 al 10 (o 11) settembre. Tali giorni furono introdotti con l'adozione, nell'antico Egitto, del calendario civile vago,affinché il capodanno cadesse più o meno esattamente dopo un anno solare da quello precedente. I giorni epagomeni erano aggiunti alla fine dell'anno civile subito prima del capodanno del nuovo anno.
Nell'antico Egitto, il mese di Mesori era anche il quarto mese della stagione dello Shemu ("acque basse"), il periodo in cui le acque del Nilo permettevano agli egiziani di mietere i propri campi e realizzare un raccolto.

## Nome
Nell'antico Egitto, i mesi erano descritti in diversi modi. Solitamente i mesi del calendario lunare erano elencati secondo la loro posizione all'interno delle stagioni, così Mesori era comunemente descritto come il quarto mese della stagione dello Shemu (o Shomu), ossia come IV Šmw. I mesi erano però anche chiamati in base ad altre due cose, ossia alle feste più importanti che cadevano al loro interno, così che Mesori è conosciuto anche come "Colui che apre l'anno" (Wp Rnpt) ossia "Wep Renpet", e alle divinità di cui ricorreva la festività, e quindi Mesori è conosciuto anche come Ra-Horakhty (Rꜥ Ḥr Ꜣḫty, "Ra-Horus degli Orizzonti").
I nomi in lingua egizia erano quindi:
| N11 · Z1 · Z1 · Z1 · Z1 | N37 | N35A | N5 |

 (IV Šmw)
| F15 |

 (Wpt Rnpt)
| F31 | S29 | G43 | X1 | B3 | N5 · Z1 |

 (Mswt Rꜥ)
Il calendario solare dell'anno civile incorporò queste feste del precedente calendario lunare, ponendole però sotto altri nomi. Così, nel caso di Mesori, il più comune nome "Colui che apre l'anno" fu sostituito dal sinonimo meno utilizzato "Nascita del Sole (ossia di Ra)" (Mswt Rꜥ) ossia Masut Ra, che divenne il nome del mese greco tolemaico e copto.

## Calendari egiziani

### Antico Egitto
Durante la festa del Wep Renpet, di solito tenuta a partire dai giorni 25 o 28 di Mesori, nell'antico Egitto si avevano alcuni giorni di vacanza che erano utilizzati per onorare la nascita e la giovinezza di Ra, personificazione del Sole, e la sua vittoria contro il male. In questi periodi di vacanza, gli artigiani reali erano dispensati dal lavoro e nei templi venivano accese torce per scacciare l'oscurità e i demoni, venivano tenuti comizi circa la distruzione dei nemici ed erano praticati combattimenti rituali durante processioni dirette al Nilo. A partire almeno dal Medio Regno, tali giorni furono trasferiti, nel calendario civile, al primo giorno di Thout, sebbene il mese precedente (l'odierno Mesori) mantenne comunque il suo nome. Sempre durante il Medio Regno, tale festività era un'occasione comune per l'incoronazione del faraone o per cerimonie in cui veniva rinnovato il dominio del sovrano sulle aree circostanti o in cui al faraone venivano offerti, dai suoi fiduciari, preziosi doni in occasione del nuovo anno.
Nell'Egitto tolemaico, la festività iniziavano l'ultimo giorni di Mesori e duravano fino al nono giorno di Thout.

### Copto
Come precedentemente detto, nel calendario copto moderno, il mese di Mesori corrisponde al periodo che va, nel calendario gregoriano, dal 7 agosto al 5 settembre. Questo a partire dal 1900 e fino al 2100. In quell'anno, a causa della non bisestilità di quell'anno nel calendario gregoriano, il calendario copto avanzerà di un giorno rispetto ad esso, e Mesori andrà dall'8 agosto al 6 settembre.

## Sinassario copto del mese di Mesori
Di seguito il sinassario del mese:
| Copto    | Giuliano  | Gregoriano  | Commemorazioni |
| -------- | --------- | ----------- | --- |
| Mesori 1 | Luglio 25 | Agosto 7    | - Martirio di Sant'Apoli, figlio di Giusto. - Morte di San Cirillo V, centododicesimo Papa di Alessandria.                                                                      |
| 2        | 26        | 8           | - Morte di San Pa'esa (Atanasia) di Minuf - Martirio di San Menas |
| 3        | 27        | 9           | - Spostamento del corpo di San Simeone lo Stilita nella città di Antiochia. - Morte di Sant'Abramo (Primo), quinto Papa di Alessandria.                                         |
| 4        | 28        | 10          | - Morte di Sant'Ezechia, re del regno di Giuda. - Consacrazione della chiesa di Sant'Antonio il Grande.                                                                         |
| 5        | 29        | 11          | - Morte di San Giovanni, soldato. |
| 6        | 30        | 12          | - Martirio di Santa Giulietta . - San Besa, discepolo di San Shenute. |
| 7        | 31        | 13          | - Annunciazione a San Gioacchino della nascita della Vergine Maria. - Morte di San Timoteo II, ventiseiesimo Papa di Alessandria. - Commemorazione di San Pasantao l'anacoreta. |
| 8        | Agosto 1  | 14          | - Martirio dei Santi Lazzaro, Salomi, sua moglie e dei loro figli. - Rivelazione di San Pietro, apostolo, che Cristo è il figlio del Dio vivente.                               |
| 9        | 2         | 15          | - Martirio di Sant'Ari, prete di Shatanouf. |
| 10       | 3         | 16          | - Martirio di San Matra. - Martirio di San Pigebs (Bekhebs). - Martirio di San Giovanni.                                                                                        |
| 11       | 4         | 17          | - Morte di San Moisis, vescovo di Ouseem. |
| 12       | 5         | 18          | - Commemorazione dell'arcangelo Michele. - Incoronazione dell'imperatore Costantino I, il Grande.                                                                               |
| 13       | 6         | 19          | - Festa della trasfigurazione di Gesù sul monte Tabor. |
| 14       | 7         | 20          | - Commemorazione del grande miracolo in cui il Signore si è manifestato durante il papato di San Teofilo, ventitreesimo Papa di Alessandria.                                    |
| 15       | 8         | 21          | - Morte di Santa Maria, conosciuta anche come Marina, l'asceta. - Morte di Sant'Habib Girgis.                                                                                   |
| 16       | 9         | 22          | - Assunzione della Vergine Maria in Cielo. - Morte di San Matteo IV, centoduesimo Papa di Alessandria.                                                                          |
| 17       | 10        | 23          | - Martirio di San Giacomo, soldato. |
| 18       | 11        | 24          | - Morte di Sant'Alessandro, patriarca of Costantinopoli. - Martirio di Sant'Eudaemone di Ermonti.                                                                               |
| 19       | 12        | 25          | - Translazione del corpo di San Macario nel suo monastero di Scetis. |
| 20       | 13        | 26          | - Martirio dei sette giovani uomini di Efeso. |
| 21       | 14        | 27          | - Commemorazione della Santa Vergine Maria, madre di Dio. (Theotókos). - Morte di Sant'Irene.                                                                                   |
| 22       | 15        | 28          | - Morte del profeta Michea. - Martirio di Sant'Hadid di Giza. - Consacrazione della chiesa di San Mohrael.                                                                      |
| 23       | 16        | 29          | - Martirio di trentamila cristiani ad Alessandria d'Egitto. - Martirio di San Damiano ad Antiochia.                                                                             |
| 24       | 17        | 30          | - Morte di San Takla Haymanot, l'etiope. - Morte di San Tommaso, vescovo di Marash.                                                                                             |
| 25       | 18        | 31          | - Morte di San Bessarione, discepolo di Sant'Antonio. - Morte di San Macario III, centoquattordicesimo Papa di Alessandria.                                                     |
| 26       | 19        | Settembre 1 | - Martirio di San Mosè e di sua sorella Sara. - Martirio di Sant'Agabio, soldato, e di sua sorella Tecla.                                                                       |
| 27       | 20        | 2           | - Martirio dei Santi Beniamino e Eudesia, sua sorella. - Martirio di Santa Maria, l'armena.                                                                                     |
| 28       | 21        | 3           | - Commemorazione dei patriarchi Abramo, Isacco e Giacobbe. |
| 29       | 22        | 4           | - Martirio dei Santi Atanasio, vescovo, Gerasimo e Teodoto. - Arrivo delle sante reliquie di San Giovanni il Nano a Scetis.                                                     |
| 30       | 23        | 5           | - Morte del profeta Malachia. |